# Delgerhán járás (Központi tartomány)
Delgerhán járás (mongol nyelven: Дэлгэрхаан сум) Mongólia Központi tartományának egyik járása. Területe 2200 km². Népessége kb. 2200 fő.
Székhelye, Hudzsirt (Хужирт) 223 km-re fekszik Dzúnmod tartományi székhelytől és 263 km-re Ulánbátortól.